# Tania Tetlow

Logo der Fordham University

Tania Christina Tetlow (* 15. Oktober 1971 in New York City) ist eine US-amerikanische Juristin. Seit 2022 ist sie die 33. Präsidentin der Fordham University.

## Leben
Tania Tetlow stammt aus einer katholischen Familie. Ihr Vater, der Psychologe Louis Mulry Tetlow (1934–2017), war ursprünglich Jesuit. Er verließ den Orden Anfang der 1970er Jahre, um die Theologie- und Psychologie-Studentin Elisabeth Meier (* 1942) zu heiraten.
Sie wuchs in New Orleans auf. Nach dem Abschluss an der öffentlichen Benjamin Franklin High School in New Orleans studierte sie an der Tulane University. In den Ferien war sie Praktikantin bei der Kongressabgeordneten Lindy Boggs. Ihr Fachstudium in Jura absolvierte Tetlow an der Harvard University, wo sie 1995 ihren Abschluss als J.D. erwarb. Sie kehrte nach Louisiana zurück, praktizierte als Rechtsanwältin und war fünf Jahre lang als Staatsanwältin vor Bundesgerichten (Federal prosecutor) tätig.
Ab 2005 lehrte sie an der Tulane University, wo sie zugleich die Domestic Violence Clinic leitete, in der Studierende Rechtsberatung für Opfer von Häuslicher Gewalt anbieten. Bald erhielt sie eine volle Professur an der Universität; 2015 wurde sie Tulanes Vizepräsidentin und Stabschefin. 
Am 2. Mai 2018 wurde sie zur Präsidentin der Loyola University New Orleans gewählt. Sie war der erste Laie und die erste Frau in diesem Amt, das bisher Jesuiten ausgeübt hatten. Sie übernahm das Amt in einer finanziellen Krise und schaffte den Turnaround.
Im Februar 2022 wurde ihre Ernennung zur Präsidentin der Fordham University in New York bekanntgegeben. Auch an dieser dem Jesuitenorden eng verbundenen Hochschule wurde damit erstmals eine Frau und nichtordinierte Person mit diesem Amt betraut. Sie trat das Amt am 1. Juli 2022 an, ihre feierliche Amtseinführung fand am 14. Oktober 2022 statt.
Seit 2009 ist sie mit Gordon Stewart verheiratet, einem Professor an der Xavier University of Louisiana.